# Camacinia othello
Camacinia othello – gatunek ważki z rodziny ważkowatych (Libellulidae).